# El Capulín, San Miguel Soyaltepec
El Capulín är en ort i Mexiko.   Den ligger i kommunen San Miguel Soyaltepec och delstaten Oaxaca, i den sydöstra delen av landet, 300 km öster om huvudstaden Mexico City. El Capulín ligger 44 meter över havet och antalet invånare är 1 073.
Terrängen runt El Capulín är huvudsakligen platt, men åt sydväst är den kuperad. Runt El Capulín är det ganska tätbefolkat, med 160 invånare per kvadratkilometer. Närmaste större samhälle är Nuevo Paso Nazareno, 10,4 km nordväst om El Capulín. Omgivningarna runt El Capulín är en mosaik av jordbruksmark och naturlig växtlighet.